# Хироказу Каназава
Каназава Хироказу (транслит. ; Префектура Ивате, 3. мај 1931 — 8. децембар 2019) био је светски признат шотокан карате инструктор.
Био је главни инструктор и председник Шотокан Карате-до Међународне Федерације, организације коју је основао када је напустио јапанску карате асоцијацију (ЈКА). Каназава је један од неколицине мајстора који су достигли 10. дан (највећи ранг који се може доделити шотокан каратеки) а једини је жива особа која га има.
Каназава је на првом ‘Свејапанском карате првенству’ 1957. године освојио кумите такмичење. На такмичење се пријавио са сломљеном руком са претходног такмичења, али пошто није желео да разочара мајку која је допутовала из далека да га види, борио се и освојио титулу. Наредне године, освојио је титулу у катама и поделио кумите титулу са Такајуки Микамијем у једном од најспектакуларнијих момената шотокан турнирске историје. Миками и Каназава су тренирали заједно и били цимери током читаве карате каријере, али се нису борили претходне године, јер је Миками предавао на Филипинима две године. Када су се сусрели у финалу, урађено је врло мало техника, познавали су се исувише добро. Кружили су чекајући да се онај други отвори све док није истекло време. И због тога, одлучено је да се обојица проглесе за шампионе свејепанског кумите првенства за 1958. годину.

## Историја
Иако је тренирао џудо као млад, Каназава је почео да тренира карате док је био на Такушоку универзитету код мајстора Накајаме Масатошија. Такође један је од неколицине преосталих каратиста који могу да се похвале да су тренирали код Фунакоши Гичина, чувеног окинављанског учитеља који је донео карате у Јапан и основао Шотокан стил. Био је међу првим који су завршили ЈКА инструкторски програм (пре него што се ЈКА поделио и Каназава основао сопствену организацију). Између осталих овај програм су завршили и Такајуки Миками, Терујуки Оказаки и Такаура Еији.